# Atari Teenage Riot
Gli Atari Teenage Riot sono un gruppo musicale originario di Berlino, che si contraddistinse negli anni anche per il suo attivismo anarchico.

## Storia del gruppo
Il gruppo si è formato nel 1992 e diventa subito famoso per il singolo Hunting for Nazis. Nel 1993 firma per l'etichetta Phonogram, prima di creare una propria label, la Digital Hardcore Recordings. Nel 1999 entra nel gruppo l'artista di origini giapponesi Nic Endo, col quale la band realizza 60 Second Wipe Out, disco che contiene diverse collaborazioni come quella con i The Arsonists.
Nell'autunno del 2000 il gruppo rientra in studio per produrre il quarto album, a cui collabora Tom Morello (Rage Against the Machine). L'anno seguente Carl Crack, già malato, muore per un'overdose di pillole.
Sciolti nel 2000 per via della morte di Crack, gli Atari Teenage Riot si riuniscono agli inizi del 2010, annunciando anche un concerto a Roma, il 15 maggio.
Nel giugno 2011 viene pubblicato l'atteso quarto album, con una formazione composta da Empire, Endo e i CX KiDTRONiK.

## Stile
La loro musica è definibile come digital hardcore, hardcore techno o a volte terrorismo sonoro, concepibile come crossover tra hardcore punk e hardcore techno.

## Formazione
- CX Kidtronik
- Alec Empire
- Nic Endo

Membri passati
- Hanin Elias
- Carl Crack

## Discografia

### Album
- 1995 - Delete Yourself!
- 1996 - The Future of War
- 1999 - 60 Second Wipeout
- 2011 - Is This Hyperreal?
- 2015 - Reset

### Live
- 1996 - Live in Stuttgart (One-Off Shit Let's Go!) (live)
- 1998 - Live in Philadelphia - Dec. 1997 (live)
- 1999 - Live at Brixton Academy (live)

### Compilation
- 1997 - Burn, Berlin, Burn! (compilation)
- 2002 - Redefine the Enemy - Rarities and B-Side Compilation 1992-1999 (compilation)
- 2006 - Atari Teenage Riot: 1992-2000 (compilation)